# 問題解決力検定
問題解決力検定（もんだいかいけつりょくけんてい）は、一般社団法人問題解決力検定協会が実施する検定試験である。略称「問検」

## 概要
個人の「問題解決力」を客観的に判定することで、問題解決を学ぶ人たちがより高い能力を持つ問題解決者になれるように支援することを目的として設立された。
問題解決力を評価するための日本で唯一の検定である。2018年5月26日より実施。マッキンゼー・アンド・カンパニーで教育を担当していた元パートナー、斎藤顕一によって開発された。
4・3級は全国会場型で通年受験ができる。

## 出題形式
- 4級 40問 　選択式
- 3級 40問 　選択式
- 2級 選択式、記述式
- 1級 選択式、穴埋式、記述式 、提案書、プレゼンテーションなどを想定

## 出題内容
4級、3級ともに8つのカテゴリからの出題としている。2級、1級については詳細が公開されていない。
1. 問題解決の基本
2. 情報収集
3. 質問力
4. 情報の分析/チャートの作成
5. 論理的思考
6. 文章構成
7. ビジネスの基本
8. 人の巻き込み

## 合格基準
- 4級 40問中30問以上で合格(75%の正答率)
- 3級 40問中30問以上で合格(75%の正答率)
- 2級 80%以上の評定
- 1級 80%以上の評定

## 検定の定めるレベル
- 4級　戦略スタッフレベル

企業が部門の業績を向上させるためには、経験則や改善努力だけで行うことは不可能であることを知ると同時に、業績向上にむけてどのような考え方や行動の仕方が必要かを理解することが出来る。実際言われたことにだけではなく、自ら積極的に責献することの重要性を理解して実践することが出来る。具体的には問題解決の考え方の基本が理解できて、日常の活動でその考え方を意識して使おうとすることが出来る。
- 3級　戦略プランナーレベル

企業や部門が業績を高める上でなにが阻害要因になっているかを見極めることが出来、それをメンバーあるいはトップと討議することが出来る。具体的には、重要課題を発見するために必要なデータや情報項目を理解しており、それらのデータや情報を収集してチャート化することが出来る。またそれぞれのチャートが示す意味合いをチャート上に表現することが出来る。
- 2級　戦略コンサルタントレベル

企業や部門の業績を高めるためにどのような施策を立案しなければならないかを考えることが出来て、それを企業や部門長に対してプレゼンテーションすることが出来る。具体的には、自社・自部門や参入市場の情報を収集してチャート化(分析)することが出来る。また顧客や当事者にインタビューして重要課題を発見して解決法を導き出すことが出来るし、資料を説得力のある文章構成で表現することが出来る。
- 1級　上級戦略コンサルタントレベル

企業や部門業績を高めるための具体的な取り組みをトップに対して提言出来るだけでなく、実際に成果実現に向けて人を巻き込みチーム運営もできる。具体的には重要課題を発見し、実現可能な解決法を導き出すことが出来る。また考えを他の人達が理解・共感できるように表現することが出来るし、仲間を説得して問題解決活動に自ら取り組むことが出来る。